# Harrison (Ohio)
Harrison város az USA Ohio államában, Hamilton megyében. Lakosainak száma 12 563 fő (2020. április 1.).

## Népesség
A település népességének változása:
| Lakosok száma | 173  | 9897 | 12 563 |
|               | 1830 | 2010 | 2020   |